# Łączyno
Łączyno/Łątczëno is een plaats in het Poolse district  Kartuski, woiwodschap Pommeren. De plaats maakt deel uit van de gemeente Stężyca en telt 280 inwoners.